# Leopardrocka
Leopardrocka (Myliobatis goodei) är en rockeart som beskrevs av Garman 1885. Leopardrocka ingår i släktet Myliobatis och familjen örnrockor. Inga underarter finns listade i Catalogue of Life.
Arten förekommer i västra Atlanten när kusten från South Carolina i USA till södra Argentina. Den dyker till ett djup av 180 meter. Individerna blir upp till 115 cm långa. Könsmognaden infaller för honor vid en längd av cirka 70 cm och för hannar vid 45 till 50 cm. Honor lägger inga ägg utan föder upp till 6 levande ungar. Den nära besläktade arten Myliobatis californicus lever 24 år.
Leopardrocka fiskas som matfisk. Några exemplar hamnar som bifångst i fiskenät. IUCN kategoriserar arten globalt som sårbar.